# Eurozonosia thumathaeformis
Eurozonosia thumathaeformis är en fjärilsart som beskrevs av Embrik Strand 1912. Eurozonosia thumathaeformis ingår i släktet Eurozonosia och familjen björnspinnare. Inga underarter finns listade i Catalogue of Life.